# Bactriana
La Bactriana o Bactris (Bāxtriš) fou una satrapia de l'Imperi Persa i després de l'Imperi Selèucida, que tenia per capital Bactra, que correspon a la moderna Balkh. El seu territori era bastant extens i tenia al nord la Sogdiana i el riu Oxus, amb les muntanyes de Paropamisos o Hindu Kush; a l'oest tenia la Margiana; al sud Gandhara, i a l'est les terres del nord de l'Indus. Es creu que incloïa el Kunduz i Badakhxan (al nord del qual hi havia les tribus escites) i algunes terres poblades d'hindús a l'est. El seu nom sembla que deriva del riu Bactrus, a la riba del qual hi havia la ciutat de Bactra, la capital.
Les ciutats principals eren Bactra, Ortospana, Zariaspa (de vegades assimilada a l'anterior) i Dargamanis (Orgamenes). Eucratídia fou construïda pel rei Eucratides; Menàpia, Drespa o Drapsaca (probablement, l'actual Anderab) i Alexandria, fundada per Alexandre prop de l'actual Khulm. Una ciutat de nom Aornos, de certa importància segons esmenta Arrià, no ha pogut estar identificada.
Com a estat independent des de mitjan segle iii aC, es va dividir en districtes menors anomenats satrapies. D'aquestes, les d'Aspiònia i Turiva (Tagouria) foren ocupades al rei Eucratides pels parts.
Claudi Ptolemeu i Plini el Vell en donen el nom d'algunes tribus con els khomaris (kumara), una tribu rajput anomenada rajkumars (que encara existeix), tokharis (thakurs), varins (varna), tapyris i d'altres, com els mandruans (Mandruani), un poble situat per Plini el Vell a l'oest de Bactriana, no gaire lluny de les muntanyes Paropamisos i que encara no ha estat identificat.

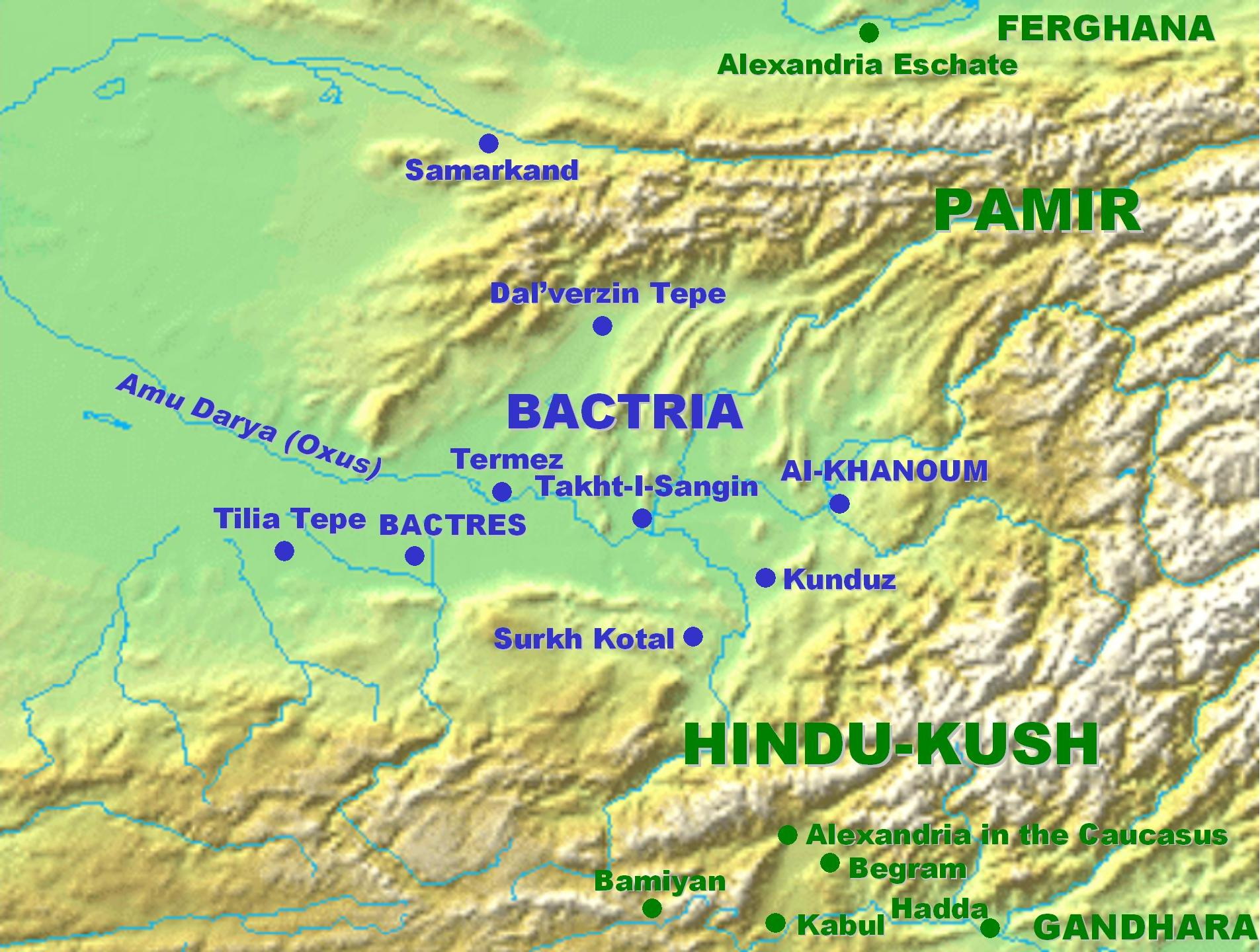
Antigues ciutats de Bactriana.

La satrapia de Bactriana era una de les grans satrapies de l'imperi aquemènida. Els seus sàtrapes eren generalment prínceps aquemènides o membres de la noblesa. La gran satrapia estava formada per set satrapies, però tres d'aquestes eren territoris de nòmades:
- Bactriana (Bāxtriš)
- Sògdia o Sogdiana (Suguda)
- Gandhāra (Gandāra)
- Aria o Ariana (Haraiva)
- País dels dahes o Dahā (Sakā paradraya)
- País dels massàgetes (Sakā tigraxaudā)
- País del amirgians (Sakā haumavargā)

Al seu torn, la satrapia de Bactriana estava integrada per dues satrapies menors:
- Bactriana (Bāxtriš)
- Margiana (Marguš)

Se sap que Margiana depenia de Bactriana perquè el sàtrapa d'aquesta, Dādaršiš, fou encarregat de suprimir la revolta de Frada a Margiana, cosa que es feia amb el sàtrapa immediat superior quan hi havia una revolta en una de les satrapies menors.
La satrapia menor de Bactriana limitava al sud amb Gandara o Gandhara, i n'era el límit l'Hindu Kush; al nord, l'Oxus o Amudarià, que feia de frontera amb Sogdiana; al sud-oest, amb Aria i, a l'oest, amb Margiana; tenia a l'est la satrapia de Dirbènia.
Diodor de Sicília parla de Bactriana, que fou atacada per Cir, qui va nomenar governador el seu fill petit Tanioxarces (amb Coràsmia, Pàrtia i Carmània). Darios hi va establir presoners fets a Barca, al nord d'Àfrica. La satrapia pagava un tribut anyal de 360 talents. En l'exèrcit de Xerxes, els soldats bactrians anaven junts amb els saces i els caspis i vestien com els medes; el seu cap llavors era Histaspes, fill de Darios i d'Atossa (filla de Cir).
Heròdot esmenta una revolta contra Xerxes dirigida per Masistes, que va fracassar. A la mort de Xerxes, el sàtrapa Artapanos es va revoltar altra vegada i Artaxerxes fou derrotat en la primera batalla, però més tard el va poder sotmetre.
En la batalla d'Arbela o Gaugamela, la cavalleria bactriana formava l'escorta de Darios amb mil homes, dirigits per Nabarzanes, que després va fugir cap a Transoxiana. Quan Alexandre el Gran perseguia el sàtrapa de Bactriana Bessó, que s'havia proclamat rei després de matar Darios, va arribar a Aornos i Bactra, que va ocupar, va creuar l'Oxus i arribà fins a Maracanda (Samarcanda), a Sogdiana. Després va tornar a Bactriana, on va passar l'hivern i, a la primavera del 227 aC, va entrar des allí a l'Índia. A Bessó, mort per ordre d'Alexandre, el va succeir com a sàtrapa Artabazos i després Amyntas, nomenats ambdós pel rei macedoni. Stasanor de Soli fou sàtrapa vers el 324 aC, però Diodor de Sicília diu que fou sàtrapa de Pàrtia, Aria i Drangiana i no de Bactriana. Entre el 312 aC i el 302 aC, la satrapia fou reduïda a l'obediència per Seleuc I Nicàtor, i nombroses monedes d'aquest sobirà i del seu fill han estat trobades a la regió.
Vers el 255 aC, el sàtrapa Theodotus (Diodot) es va fer independent, es va proclamar rei, i originà el regne indogrec de Bactriana. Els seus successors són coneguts principalment per les monedes. El 181 aC, apareix el rei Eucratides, que fou contemporani de Mitridates I de Pàrtia el Gran, que va tenir un regnat pròsper testimoniat per nombroses monedes en grec i bactrià pali. Estrabó diu que governava sobre mil ciutats incloent-ne algunes a l'Índia. El rei Menandre, vers el 126 aC, és esmentat com a rei de Bactriana per Estrabó i Plutarc, però sembla que aquesta regió no era dins els seus dominis; les seves monedes (dracmes) es feien servir fins a Gujarat, i se n'han trobat a la vall de Kabul i al Hazaradjat, i fins a la vall del Jumna.
Els regnes indogrecs foren eliminats pels escites, esdeveniments registrats per cròniques xineses. Els escites o saces havien arribat a les muntanyes de l'Hindu Kush o Paropamisos vers el 90 aC, i les van superar al llarg del segle per arribar al final del segle a la boca de l'Indus, on Ptolemeu els situa en el seu Periple. Estrabó anomena els saces com asis (asianis), pasianis, tocaris i sacaraulis (sarancanis), i es van crear un estat anomenat Sakastan (del qual deriva l'actual Sistan), però en atacar l'Índia foren rebutjats per Vikramaditya, rei d'Ujjain (56 aC).
Després del domini escita, els perses sassànides van arribar a la regió i la devien dominar, perquè les seves monedes es troben sovint a Bactriana i a l'Indus.
|  |  |  |  |
|  |  |  |  |

## En la cultura popular
- El documental de sis parts Alexander's Lost World, dirigit i presentat pel fotoperiodista australià David Adams, explora els possibles emplaçaments de les ciutats bactrianes que, segons els historiadors, van ser fundades per Alexandre el Gran, inclosa Alexandria de l'Oxus. La sèrie també explora la preexistent civilització d'Oxus.
- La pel·lícula de 2004 Alexandre el Gran retrata la regió quan mostra com Darius III va ser trobat agonitzant.